# Sori
Sori là một đô thị ở tỉnh Genova thuộc vùng Liguria, nằm ở vị trí cách khoảng 14 km về phía đông nam của Genova. Tại thời điểm ngày 31 tháng 12 năm 2004, đô thị này có dân số 4.219 người và diện tích là 13,1 km².
Đô thị Sori có các frazioni (đơn vị cấp dưới, chủ yếu là thôn làng) Canepa, Capreno, Lago, Levà, Polanesi, San Bartolomeo di Busonengo, Sant'Apollinare, Sussisa, và Teriasca.
Sori giáp các đô thị sau: Avegno, Bargagli, Bogliasco, Genova, Lumarzo, Pieve Ligure, Recco, Uscio.